# Празо
Празо (італ. Praso) — колишній муніципалітет Італії, у регіоні Трентіно-Альто-Адідже,  провінція Тренто. У 2015 році муніципалітет об'єднали разом з муніципалітетами Берсоне і Даоне, у єдиний муніципалітет Вальдаоне.
Празо було розташоване на відстані близько 480 км на північ від Рима, 40 км на захід від Тренто.
Населення — 331 особа (2012).

## Демографія
Населення за роками:

Станом на 31 грудня 2010 року в муніципалітеті офіційно проживали 4 іноземці з 2 країн, серед них 1 громадянин країн Євросоюзу.

## Сусідні муніципалітети
- Берсоне
- Даоне
- П'єве-ді-Боно-Преццо
- Селла-Джудікаріє